# Cinema Eden
Il Cinema Eden (già Galleria Vittorio Emanuele) è un edificio situato in via degli Orafi 54 a Pistoia.

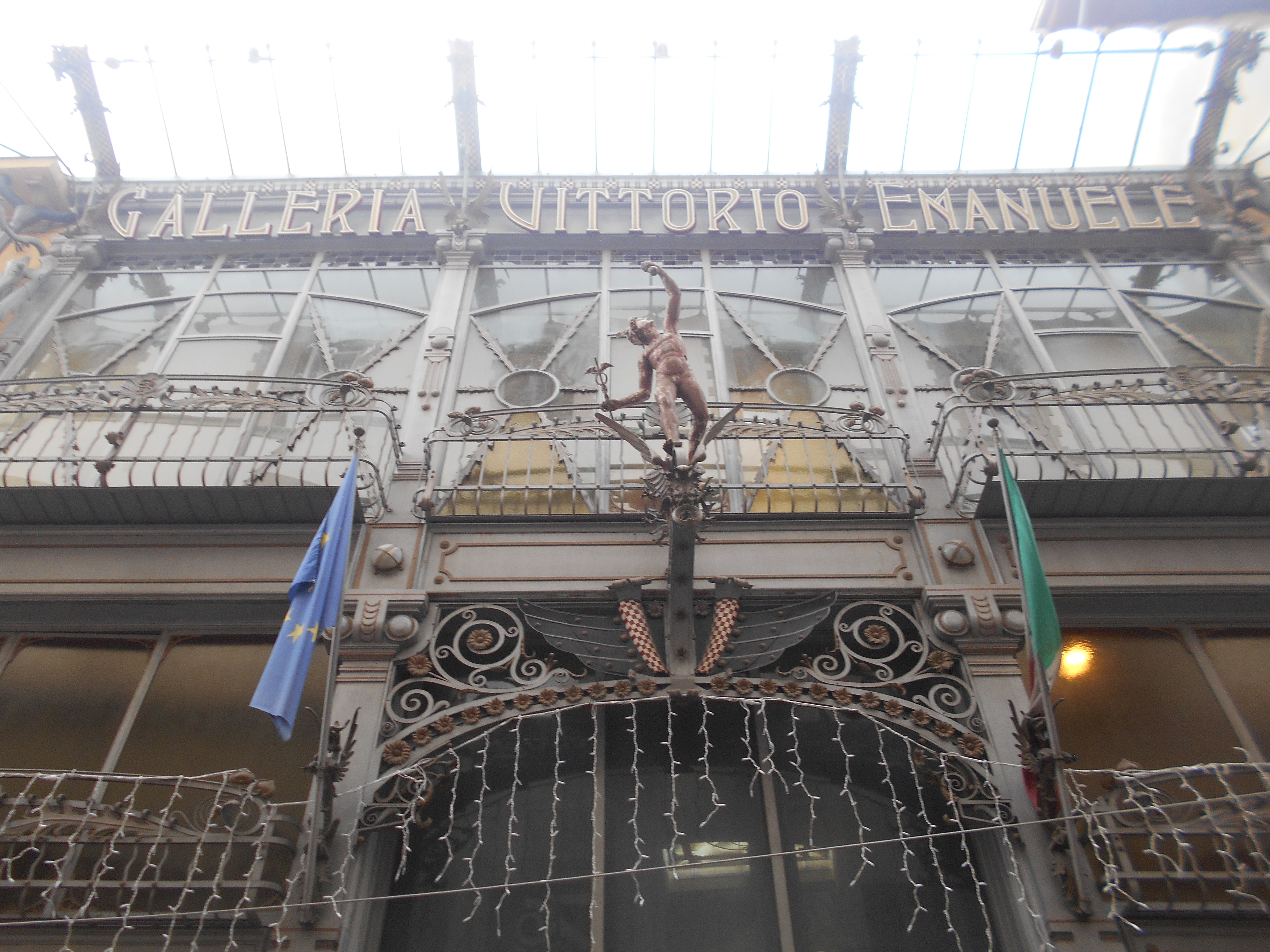
galleria Vittorio Emanuele

## Storia
La galleria Vittorio Emanuele, poi diventata cinema Eden, nasce su commissione dal commerciante Antonio Lavarini, originario di Ornavasso (Verbania, Piemonte), all'inizio del '900 e inaugurato il 29 dicembre 1912. Le cronache del tempo ricordano con orgoglio l'avvenimento, frutto del lavoro di ditte e artisti pistoiesi. All'interno, le pitture del soffitto sono di Ugo Casanova, la decorazione delle pareti di Flori, mentre le opere in legno sono curate dalla ditta Paglianti, e quelle in ferro battuto e ghisa sono fornite dalla ditta Michelucci. I dettagli ornamentali della facciata sono ideati, secondo Carlo Cresti, dallo stesso progettista Pilo Becherucci e disegnati da Alfredo Michelucci.
La costruzione della galleria satura gli ultimi spazi liberi all'interno dell'isolato tra via degli Orafi e piazza Santo Spirito. Scompare il cortile interno e viene chiuso l'antico vicolo di Corte Vecchia (ne resta traccia nell'attuale vicolo di Pollo) che tagliava in due l'area collegando via dell'Abbondanza con via della Posta Vecchia.
L'ingresso era originariamente collocato al centro della facciata e l'edificio svolgeva la duplice funzione di galleria d'esposizione e di teatro per spettacoli di varietà e cinematografo. Lo spostamento della cabina di proiezione dal primo piano al piano terra ha in seguito portato alla chiusura dell'ingresso dalla strada, che viene ricavato nell'edificio attiguo. Utilizzata in seguito solo come sala di proiezioni, la galleria chiude definitivamente l'attività nel 1988. Dopo un periodo di abbandono successivo a questa data, che porta al progressivo degrado dell'apparato decorativo sia interno che esterno, l'edificio viene sottoposto a un integrale restauro ad opera degli architetti Antonio Principato, Maria Cristiana Gismondi, Andrea Nannini e Paolo Rafanelli, che si è concluso nel 2000.

## La critica
Al 1981 datano i primi contributi critici sull'edificio, incluso nella rassegna sul liberty a Pistoia tracciata da Carlo Cresti sul "Tremisse pistoiese" e oggetto di un'accurata analisi, corredata da un'ampia documentazione fotografica ad opera di Maria Grazia Sgrilli. La recente proposta di un Piano di Recupero nell'area circostante via degli Orafi ha consentito di approfondire la storia delle trasformazioni del tessuto edilizio nella zona (Rauty).

## Architettura
L'edificio si affaccia sulla stretta via degli Orafi che partendo da piazza del Duomo attraversa in direzione sud-ovest il nucleo più antico del centro storico. L'isolato, compreso tra via dell'Abbondanza, piazza Santo Spirito, via della Porta Vecchia e via degli Orafi, è composto da un tessuto edilizio composito di origine medievale, il cui assetto attuale è il risultato di profonde trasformazioni avvenute nei secoli successivi.
Il recente e complesso intervento di restauro ha però limitato la propria analisi stilistica alle sole parti esterne, in particolare alla facciata su via degli Orafi, con qualche accenno alla sistemazione degli interni sulla base della documentazione fotografica messa a disposizione dall'architetto Antonio Principato.
Nella sua configurazione originaria, la galleria rappresenta un significativo esempio di caratterizzazione commerciale di un edificio per lo spettacolo: un piccolo spazio espositivo introduce alla sala interna dove sono allestiti spettacoli di varietà e cinematografici. La facciata, tripartita da un sistema di lesene che ripropongono un originale ordine ionico con capitello a volute in vetro colorato, si distingue per la netta prevalenza della decorazione sul supporto murario. La leggera struttura metallica delle lesene è tamponata da grandi superfici vetrate, ornate da balaustre in ferro battuto a motivi fitomorfi con al centro le iniziali "F L" (Fratelli Lavarini). Alle decorazioni floreali si alternano figurazioni di animali fantastici come i draghi porta-asta ai lati del portale d'ingresso, eseguiti dalle officine Michelucci, fornitrici degli elementi in ferro e ghisa.
All'interno della sala sono ancora conservate le pitture di Ugo Casanova realizzate sul soffitto ligneo di una delle balconate, mentre è andata persa buona parte della decorazione pittorica delle salette ubicate ai piani superiori. Tra gli elementi di pregio le ringhiere in ferro battuto che ornano le scale d'accesso alle due balconate. Critico risulta l'assetto delle coperture, con struttura lignea e manto in laterizio sui volumi all'angolo con via dell'Abbondanza, e con lucernari vetrati sopra la sala per gli spettacoli.